# William Napier (9e lord Napier)
Pour les articles homonymes, voir William Napier (homonymie) et Napier.
William John Napier (13 octobre 1786 - 11 octobre 1834) est un officier de la Royal Navy britannique et un envoyé commercial en Chine.

## Jeunesse
Napier est né à Kinsale, en Irlande, le 13 octobre 1786 . Il est le fils de Francis Napier (8e Lord Napier) (en) (1758–1823) et le père de Francis Napier, 10e lord Napier et 1er baron Ettrick (1819–1898).
Il s'enrôle dans la Royal Navy en 1803 et a sert comme aspirant à bord du HMS Defiance à la bataille de Trafalgar (1805). Il sert plus tard comme lieutenant sous Thomas Cochrane, 10e comte de Dundonald.

## Carrière

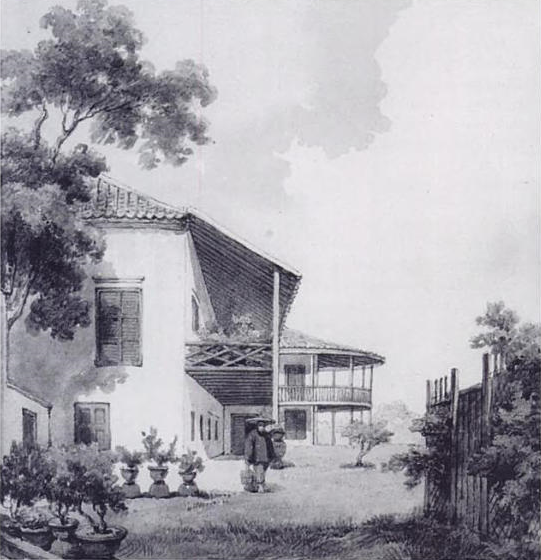
Maison de Lord Napier à Macao

En 1818, il est élu membre de la Royal Society of Edinburgh avec Sir David Brewster, Sir George Mackenzie (7e baronnet) (en) et John Playfair comme proposants .
Pair d'Écosse, Lord Napier est un représentant écossais élu à la Chambre des lords de 1824 à 1832. En décembre 1833, à la fin du monopole de la Compagnie britannique des Indes orientales sur le commerce en Extrême-Orient, il est nommé par le ministre des Affaires étrangères Lord Palmerston, un ami de la famille de Napier, comme premier surintendant principal du commerce à Canton (aujourd'hui Guangzhou), en Chine. Les deuxième et troisième surintendants sont John Francis Davis et Sir George Best Robinson. Il arrive à Macao le 15 juillet 1834 à bord de la frégate Andromanche de la Compagnie des Indes orientales, et atteint Canton dix jours plus tard, avec pour mission d'étendre le commerce britannique vers l'intérieur de la Chine. N'ayant pas l'expérience diplomatique et commerciale nécessaire, il n'a pas réussi à atteindre l'objectif.
N'ayant pas réussi à obtenir une réunion avec Lu Kun, le gouverneur général du Liangguang , la frustration de Napier le conduit à favoriser une solution militaire. Il envoie les frégates Andromache et Imogene à Whampoa le 11 septembre  défiant un édit émis par Lu Kun, dans une escarmouche de tir de canon «sans blessé» alors que les navires de guerre britanniques franchissent les défenses du Bocca Tigris. Après une impasse prolongée, Lord Napier, sapé par le typhus, est contraint de se retirer à Macao en septembre 1834, où il meurt de fièvre le 11 octobre. Initialement enterré à Macao, il est ensuite exhumé pour être réenterré à Ettrick en Écosse.
Napier est le premier représentant britannique à proposer de s'emparer de Hong Kong . Dans une dépêche adressée à Lord Palmerston le 14 août 1834, il suggère qu'un traité commercial, soutenu par une force armée, soit conclu pour garantir les droits et les intérêts des marchands européens en Chine. Il recommande qu'une petite force britannique "prenne possession de l'île de Hongkong, à l'entrée orientale de la rivière Canton, qui est admirablement adaptée à toutes les fins" .

## Famille
Lord Napier épouse Elizabeth Cochrane-Johnstone (v. 1795–1883), fille de l'aventurier écossais Andrew Cochrane-Johnstone, en 1816; ils ont deux fils et six filles . Son fils aîné, Francis Napier, entre également au service diplomatique et est promu par Palmerston.
Après sa mort, le gouvernement britannique déposeé un mémorial devant le bureau des douanes de Macao. Après avoir été perdu pendant une courte période, il est déplacé au cimetière de Hong Kong, puis au musée d'histoire de Hong Kong, où il est maintenant.